# دانشکده فنی و حرفه‌ای سروش
دانشکده فنی و حرفه‌ای سروش اصفهان ، یکی از دانشکده‌های فنی و حرفه‌ای اصفهان است که در خیابان کاوه، خیابان گلستان واقع شده‌ است. هم‌اکنون این دانشکده زیر نظر دانشگاه فنی و حرفه‌ای و وابسته به وزارت علوم، تحقیقات و فناوری ایران می‌باشد. این دانشکده پس از دانشکده فنی شهید مهاجر، دومین دانشکده فنی و حرفه‌ای اصفهان است و  دو ساختمان اصلی (شامل قسمت اداری، کلاس‌ها و کارگاه‌ها، سمعی بصری، کتابخانه، وب‌سایت و آزمایشگاه) و یک یا دو ساختمان دیگر به علاوه سالن ورزشی، بنای این دانشکده را تشکیل می‌دهند؛ همچنین دانشکده دارای یک ساختمان خوابگاه می‌باشد که ظرفیت آن در حدود ۱۸۰ نفر است. هم‌اکنون در این دانشکده حدود ۴۰۰ دانشجو در مقاطع کاردانی پیوسته در حال تحصیل در دوره‌های روزانه و شبانه هستند.
در این دانشگاه رشته های مهندسی شیمی، برق ،صنایع چوب، صنایع شیمیایی، کامپیوتر و ارائه می شود.

## تاریخچه
دانشکده و مرکز آموزش عالی سروش اصفهان از سال ۱۳۷۳ تأسیس و در تربیت تکنیسین‌های فنی و حرفه‌ای قدم نهاد. ساختمان دانشکده ابتدا در محل هنرستان سروش در خیابان سروش و از سال ۱۳۸۳ با وقف زمین حال حاضر توسط محمد صیرفیان در خیابان گلستان تأسیس شد.

## رشته‌ها
1. کاردانی حسابداری
2. کاردانی صنایع دستی (فلزکاری- گرایش قلم‌زنی)
3. کاردانی گرافیک
4. کاردانی برق صنعتی
5. کاردانی صنایع چوبی
6. کاردانی صنایع شیمیایی
7. کاردانی کامپیوتر (نرم افزار)
8. کارشناسی صنایع شیمیایی
9. کارشناسی صنایع چوبی و کاغذ
10. کارشناسی گرافیک و ارتباط تصویری